# 私の少年
『私の少年』（わたしのしょうねん）は、高野ひと深による青年漫画。30歳のOLと、12歳の少年の交流を描く。
本作は『月刊アクション』（双葉社）にて連載が開始され、2016年2月号から2018年2月号まで掲載された。その後、『週刊ヤングマガジン』（講談社）に移籍し、2018年26号から2020年48号まで月に1回のペースで掲載された。

## あらすじ
ある年の春、東京のスポーツメーカーに勤務する30歳のOL・多和田聡子は、自宅近くの公園で早見真修という12歳の小学生と出会い、彼にサッカーを教えることになる。同じころ、聡子は元恋人で上司の椎川文貴から飲みに誘われる。聡子は誘いに応じるが、その席で椎川から婚約者を紹介される。椎川の仕打ちにショックを受けた聡子は真修の前で涙を流し、真修に慰められる。一方で真修も複雑な家庭の事情を抱えており、聡子と真修は次第にサッカーの練習以外でも交流するようになる。しかし、2人の関係を知った真修の父親は怒り、聡子の勤務先に処分を求める。これを受けて、聡子は仙台市にある支社への異動を余儀なくされる。
異動から2年が経った秋、聡子は33歳の誕生日を迎える。その夜、聡子は、中学校の修学旅行で仙台を訪れていた真修と偶然再会する。聡子との交流の再開を願っていた真修は連絡先を彼女に教え、2人は再び交流を始める。その後、聡子は椎川から、彼が立ち上げたプロジェクトチームに加わるよう要請され、東京に戻ることを決意する。
聡子が上京した夜、真修は聡子に告白するが、大人と子供という立場の違いを理由に断られる。真修は落ち込むが、聡子の妹・真友子からアドバイスを受け、改めて聡子と向き合うことを決意する。一方、聡子は、上京を決めて以来、真修の家庭環境を改善して彼を救いたいという思いに駆られていたが、中学校進学後、彼の家庭環境は改善されていた。真友子の協力を得てその事実を知った聡子は、真修を救いたいという思いは建前であり、本当はただ真修のそばにいたかったのだと気づく。

## 登場人物
多和田 聡子（たわだ さとこ）
本作の主人公。スポーツメーカー「ヨネサス」に勤めるOL。年齢は、30歳(第1話 - 第13話) → 32歳(第14話開始時点) → 33歳(第14話終了時点 - 第33話)→34歳(第34話 - )。
宮城県仙台市出身。大学進学を機に上京し、ヨネサスの東京本社に就職するが、30歳の秋、真修との交際が知られたことで本来は懲戒解雇だったところを椎川に救われる形で仙台支社に異動する。その後、33歳の冬、元恋人で上司である椎川の要請に応じる形で再上京する。
大学時代はフットサルサークルで活動しており、そのときの経験を活かして、小学生時代の真修にサッカーを教えた。
また、仙台支社勤務の時に高校時代の同級生・八島と再会し、一緒に食事をしたりするようになる。そして迎えた33歳の誕生日、八島は聡子に求婚しようとフラッシュモブを仕掛けたため、その場の空気に耐え切れなくなった聡子は求婚を即座に断って逃げ出すが、そこで修学旅行で仙台にやってきた真修と再会している。
早見 真修（はやみ ましゅう）
東京で聡子が出会った美少年。年齢は、12歳(第1話 - 第13話) → 14歳(第14話 - 第33話)→16歳(第34話 - )。小学生のときはボブカットだったが、中学校進学後は髪を短くしている。母親とは死別しており、小学生のころは父や弟と3人で暮らしていた。中学校進学後は父親の単身赴任に伴い、祖母の支援を受けて暮らしている。
第1話の時点ではサッカークラブに所属しており、聡子とは、クラブのレギュラーを決めるテストに向けて練習しているときに知り合った。その後、父親の指示でクラブをやめ、学習塾に通うようになる。
椎川 文貴（しいかわ ふみたか）
スポーツメーカー「ヨネサス」の会社員。東京本社に勤めており、聡子にとっては上司に当たる。
聡子とは大学時代に同じフットサルサークルに所属しており、1年間交際していたが、別の女性に乗り換えた。
小片 菜緒（おがた なお）
真修が所属していたサッカークラブのコーチの娘。
真修とは小学校・中学校ともに同じクラスであり、加えて同じ学習塾にも通っている。
真修に想いを寄せていたが、肝心の真修が聡子と仲が良い他、聡子と話をし聡子より真修が好きであるということが分かり、深く傷ついた。
多和田 真友子（たわだ まゆこ）
聡子の妹。「FBI」を自称するほど洞察力が高い。
仙台の実家で暮らしていたが、聡子と真修の関係に関心を抱き、再上京を決意した姉と共に上京する。

## 作風
本作は、30歳のOLと12歳の男子小学生が出会って次第に互いを必要な存在と感じていくという内容であり、いわゆる「おねショタ」に分類される漫画である。物語は主人公・聡子の淡々としたモノローグとともに進み、静かで優しく、かつ透明感のある印象を読者に与える。その一方、過去のおねショタ作品と比べて、成人女性が未成年の男子と関わりを持つことをよりハードルが高いものとして描いているという一面もある。
また、メインキャラクター2人のキャラクター性も本作の特徴となっており、双葉社で本作を担当していた編集者は、本作の見どころを問われた際、30歳OLとしての感情が丁寧かつリアルに描かれている聡子と、子供らしい純粋さやひたむきさを持った美少年・真修のキャラクターを挙げている。書評サイト「マンガHONZ」に掲載されたレビューでは、本作は「30歳OLのリアルさと、非現実的なまでの12歳の美少年の可愛さが高次元でハイブリッドした稀有な作品」と評されている。
ライターのbookishは、おねショタはもともと男性向けのジャンルだったと述べた上で、本作を「女性向けおねショタ」と評している。そのため、男性読者が多い『週刊ヤングマガジン』への移籍の発表は驚きをもって迎えられたが、作者は、講談社の編集者から「これまでの支持層ではない読者が読んでいる雑誌だからこそ、連載するメリットもあるんじゃないか」と説かれ、移籍先に『週刊ヤングマガジン』を選んだと語っている。

## 制作背景
作者によると、担当編集者との会話中、「年の差もので、かつ、その2人が歳を重ねた場合の関係性はどうなるのか」という話題で盛り上がったことが本作の源流だという。当初、本作は「少女とカメラマンの男性の物語」として進められており、菜緒はもともとこの物語の主人公として生まれたキャラクターだった。しかし、ネームの段階で行き詰まってしまい、そのときに作者がメインキャラクター2人の性別の交換を提案したことで本作が誕生した。
作者は、メインキャラクター2人の性別の交換に伴う変化を2点挙げている。1点目は「加齢の恐怖」をありありと描写できるようになったこと、2点目は主人公のモノローグが描きやすくなったことである。一方で、作者は少年にはそれほど興味がなかったといい、真修を描く際はそんな自分をも納得させられるような少年を描こうと意識した、と語っている。

## 評価
『このマンガがすごい！2017』に掲載されたレビューでは、本作が人気を獲得した要因として、「30歳の女性と12歳の少年」という組み合わせの大胆さが挙げられている。ライターの粟生こずえもメインキャラクター2人の年齢設定を「絶妙」と評価しており、その理由として、30歳の女性と12歳の少年という組み合わせは親子のようにも見えるし、一方で30歳の女性は「お姉さん」と言ってもまかり通ることを挙げている。
また先述したとおり、本作では過去のおねショタ作品と比べて、成人女性が未成年の男子と関わりを持つことはよりハードルが高いものとして描かれている。その中にあって、聡子が真修との関わりを深めていくことについて、ライターの宮本直毅は、物語序盤で聡子が昔の恋人の言動によって鬱屈を抱え、その澱みを真修が浄化するという展開が、読者に説得力を与えていると評価している。

### 賞歴・ノミネート歴
| 発表年 | 賞                                     | 部門           | 対象     | 結果 |
| ------ | -------------------------------------- | -------------- | -------- | ---- |
| 2016   | このマンガがすごい！2017               | オトコ編       | 私の少年 | 2位  |
| 2016   | 2016 コレ読んで漫画RANKING BEST50      |                | 私の少年 | 6位  |
| 2017   | 俺マン2016                             |                | 私の少年 | 1位  |
| 2017   | 全国書店員が選んだおすすめコミック2017 |                | 私の少年 | 6位  |
| 2017   | マンガ大賞2017                         |                | 私の少年 | 11位 |
| 2017   | 第3回 次にくるマンガ大賞               | コミックス部門 | 私の少年 | 3位  |

## 書誌情報
本作のコミックスは、双葉社のアクションコミックスから計4巻、講談社のヤンマガKCスペシャルから計7巻刊行されている。なお、講談社版の第1巻〜第4巻の装丁や収録内容は双葉社版と同一であり、第5巻以降の装丁も双葉社版を踏襲したものとなっている。
- 高野ひと深 『私の少年』 双葉社〈アクションコミックス〉、全4巻
  1. 2016年6月11日第1刷発行（同日発売[双 1]）、ISBN 978-4-575-84810-6
  2. 2016年12月12日第1刷発行（同日発売[双 2]）、ISBN 978-4-575-84895-3
  3. 2017年7月12日第1刷発行（同日発売[双 3]）、ISBN 978-4-575-85001-7
  4. 2017年12月12日第1刷発行（同日発売[双 4]）、ISBN 978-4-575-85072-7
- 高野ひと深 『私の少年』 講談社〈ヤンマガKCスペシャル〉、全9巻
  1. 2018年6月6日第1刷発行（同日発売[講 1]）、ISBN 978-4-06-511683-8
  2. 2018年7月6日第1刷発行（同日発売[講 2]）、ISBN 978-4-06-512030-9
  3. 2018年8月6日第1刷発行（同日発売[講 3]）、ISBN 978-4-06-512052-1
  4. 2018年10月5日第1刷発行（同日発売[講 4]）、ISBN 978-4-06-512053-8
  5. 2018年11月6日第1刷発行（同日発売[講 5]）、ISBN 978-4-06-512756-8
  6. 2019年5月7日第1刷発行（同日発売[講 6]）、ISBN 978-4-06-515466-3
  7. 2019年11月6日第1刷発行（同日発売[講 7]）、ISBN 978-4-06-517736-5
  8. 2020年6月5日第1刷発行（同日発売[講 8]）、ISBN 978-4-06-519983-1
  9. 2020年12月4日第1刷発行（同日発売[講 9]）、ISBN 978-4-06-521702-3